# Швебе, Марвин
Марвин Швебе (нем. Marvin Schwäbe; род. 25 апреля 1995, Дибург, Гессен) — немецкий футболист, вратарь клуба «Кёльн».

## Карьера

### Ранняя карьера
Швебе начал свою карьеру в местном клубе «Хассия Дибург», а позднее перешёл в «Киккерс» (Оффенбах). В 2009 году присоединился к «Айнтрахту» из Франкфурта-на-Майне. 5 октября 2012 года, все еще будучи активным игроком юношеской команды, он дебютировал за вторую команду в игре против «Ворматии» в Региональной лиге «Юго-Запад».

### «Хоффенхайм»
В 2013 году Швебе подписал контракт с «Хоффенхаймом» и в следующем сезоне играл за их вторую команду, а также в Региональной лиге «Юго-Запад», играя за команду клуба до 19 лет. С последним он выиграл чемпионат Германии до 19 лет. В сезоне Бундеслиги 2014/15 он был переведён в первую команду, но по-прежнему выступал за вторую.
Швебе на правах аренды присоединился к клубу Оснабрюк из Третьей лиги Германии на сезон 2015–16. 25 июля 2015 года он дебютировал в матче против «Эрцгебирге» .
В сезоне 2016/17 годов Швебе был отдан в аренду в дрезденское «Динамо» из Второй Бундеслиги. 6 августа 2016 года он дебютировал в матче против «Нюрнберга». 19 мая 2017 года аренда была продлена ещё на один сезон.

### «Брондбю»
В 2018 году был подписан датской командой «Брондбю» в качестве замены Фредерику Рённову, который, в свою очередь, был подписан франкфуртским «Айнтрахтом». Швебе подписал с клубом трехлетний контракт. В «Брондбю» он основным вратарём как под руководством Александра Цорнигера, так и под руководством Нильса Фредериксена. Ходили слухи, что во время своего пребывания в Дании он несколько раз возвращался на просмотры в Германию, включая «Штутгарт» в 2019 и 2020 годах, но оба раза подписанием не завершились.
1 июня 2021 года Швебе подтвердил, что покинет «Брондбю» по истечении срока его контракта.

### «Кёльн»
1 июля 2021 года стало известно, что Швебе бесплатно перешёл в команду «Кёльн» из Бундеслиги, чтобы стать дублером стартового вратаря Тимо Хорна. 8 августа дебютировал в матче Кубка Германии против «Карл Цейсса», где его команда выиграла после серии пенальти.

## Клубная статистика
| Клуб                      | Сезон      | Лига              | Лига  | Лига | Кубок | Кубок | Континент | Континент | Другое | Другое | Итог  | Итог |
| Клуб                      | Сезон      | Дивизион          | Матчи | Голы | Матчи | Голы  | Матчи     | Голы      | Матчи  | Голы   | Матчи | Голы |
| ------------------------- | ---------- | ----------------- | ----- | ---- | ----- | ----- | --------- | --------- | ------ | ------ | ----- | ---- |
| Оснабрюк (аренда)         | 2015/16    | Третья лига       | 38    | 0    | 4     | 0     | —         | —         | —      | —      | 42    | 0    |
| Динамо (Дрезден) (аренда) | 2016/17    | Вторая Бундеслига | 33    | 0    | 2     | 0     | —         | —         | —      | —      | 35    | 0    |
| Динамо (Дрезден) (аренда) | 2017/18    | Вторая Бундеслига | 25    | 0    | 1     | 0     | —         | —         | —      | —      | 26    | 0    |
| Динамо (Дрезден) (аренда) | Итог       | Итог              | 58    | 0    | 3     | 0     | —         | —         | —      | —      | 61    | 0    |
| Брондбю                   | 2018/19    | Суперлига         | 37    | 0    | 3     | 0     | 4         | 0         | —      | —      | 44    | 0    |
| Брондбю                   | 2019/20    | Суперлига         | 36    | 0    | 2     | 0     | 6         | 0         | —      | —      | 44    | 0    |
| Брондбю                   | 2020/21    | Суперлига         | 32    | 0    | 1     | 0     | —         | —         | —      | —      | 33    | 0    |
| Брондбю                   | Итог       | Итог              | 105   | 0    | 6     | 0     | 10        | 0         | 0      | 0      | 121   | 0    |
| Кёльн                     | 2021/22    | Бундеслига        | 21    | 0    | 3     | 0     | —         | —         | —      | —      | 24    | 0    |
| Кёльн                     | 2022/23    | Бундеслига        | 34    | 0    | 0     | 0     | 8         | 0         | —      | —      | 42    | 0    |
| Кёльн                     | 2023/24    | Бундеслига        | 34    | 0    | 2     | 0     | 0         | 0         | —      | —      | 36    | 0    |
| Кёльн                     | Итог       | Итог              | 89    | 0    | 5     | 0     | 8         | 0         | 0      | 0      | 102   | 0    |
| Общий итог                | Общий итог | Общий итог        | 290   | 0    | 18    | 0     | 18        | 0         | 0      | 0      | 326   | 0    |

## Достижения

### Клубные

#### «Брондбю»
- Чемпион Дании: 2020/21[9]

### Международные
- Чемпион молодёжного чемпионата Европы: 2017[10]